# Sproat Narrows
Die Sproat Narrows sind eine Meerenge im Alberni Inlet auf Vancouver Island in der kanadischen Provinz British Columbia. Sie befindet sich in der Nähe vom River Point, dem Hocking Point und dem Chuchakacook Indian Reserve 4. In der Nähe befindet sich auch der Macktush Bay. Der Franklin River fließt in die Meeresenge. Die geschätzte Meereshöhe des Terrains beträgt einen Meter über dem Meeresspiegel.

## Geschichte
Die Bezeichnung Sproat Narrows als Name für die Meerenge wurde offiziell am 13. August 1945 nach Empfehlung des „Hydrographic Service“ angenommen. Die Bezeichnung First Narrows, wie sie in Karten und Dokumenten aus dem Jahr 1867 und 1929 erfolgt, wurde somit hinfällig. Der Namensteil Sproat geht auf den schottisch-stämmigen kanadischen Geschäftsmann Gilbert Malcolm Sproat (1834–1913) zurück, der auch Namenspate des Sproat Lake ist.
Bei dem großen Karfreitagsbeben 1964 waren auch die Sproat Narrows betroffen. Beide Leuchtfeuer, die das jeweilige Ufer markieren, wurden zerstört. Ebenso zerstört wurde ein Telefonkabel, das im Alberni Inlet lag.